# Nam June Paik
Nam June Paik (Seul, 20 luglio 1932 – Miami, 29 gennaio 2006) è stato un artista statunitense di origine sudcoreana.
Ha lavorato in diversi ambiti artistici, ma il suo nome è soprattutto legato alla videoarte, di cui è stato uno dei pionieri.

## Biografia
Nam June Paik nasce da una famiglia di artigiani ed è il quinto figlio di un fabbricante tessile. Frequenta la Kyunggi High School di Seoul, periodo durante il quale prende lezioni private di pianoforte e studia composizione. Nel 1950, sua madre Chong-Hi Cho e suo padre Lak-Seoung Paik, fuggono dalla guerra di Corea con i figli, andando prima a Hong Kong e poi in Giappone.

### La formazione
Nel 1956, nello stesso anno in cui si laurea alla Tokyo University, Paik si sposta in Germania per approfondire lo studio della musica contemporanea, presso l'Università di Monaco di Baviera. I suoi interessi lo spingono verso forme musicali non tradizionali: inizia a lavorare nello studio della stazione radiofonica della Germania occidentale, Westdeutsche Rundfunk Studio for Electronic Music,dove sono attivi compositori d'avanguardia come Karlheinz Stockhausen e Mary Bauermeister. Nel 1958, al Darmstadt International Summer School Course for New Music, Paik incontra Stockhausen - che sperimenta sintetizzatori audio - insieme al compositore John Cage, suo mentore; questi incontri influenzano notevolmente le sue idee sulla performance e la sua produzione artistica.

### Adesione a Fluxus
Nel 1961 incontra George Maciunas, fondatore del movimento Fluxus, sviluppatosi soprattutto negli USA e in Germania; si tratta di uno dei primi movimenti d'avanguardia a essere coinvolto nella musica. Paik diventa uno dei suoi membri insieme a La Monte Young e Benjamin Patterson. Nel 1963 tiene la sua prima mostra personale, Exposition of Music-Electronic Television, alla Galleria Parnass di Wuppertal. Dal 1960 in poi si sposta freneticamente tra New York e Berlino, Parigi e Londra, vivendo in prima persona il concetto di mobilità come stimolo alla vita, caratteristica che non lo abbandonerà mai, rimanendo tuttavia sempre cosciente delle proprie radici culturali.

### Trasferimento a New York
Nel 1964 si trasferisce a New York e inizia una lunga collaborazione, lavorando su diversi progetti, con Charlotte Moorman, violoncellista e pioniera della nuova musica; collaborazione che durerà fino alla morte di Moorman nel 1991. Nel 1968, la Sony, lancia sul mercato Porta Pack, la prima telecamera amatoriale portatile, Nam June Paik l'acquista subito, realizzando un video sul traffico caotico nel giorno della visita di Paolo VI a New York; nello stesso giorno presenta questo suo primo video intitolato Café Gogo e una installazione video, opera sancita come il primo video d'arte della storia.

### I padiglioni alle esposizioni d'arte
Nel 1992 gli viene affidato lo sviluppo del padiglione coreano nell'Expo Internazionale di Siviglia e nel 1993 Paik vince il primo premio per il miglior padiglione alla Biennale d'Arte Internazionale di Venezia.Nel 1996 Paik è colpito da un ictus che ne limita la mobilità fisica, ma continua a lavorare con il supporto del nipote Ken Hakuta.

### Gli ultimi anni
Durante gli anni ‘90 e il successivo decennio, continua a realizzare vignette di giornale, che sono sempre stati al centro della sua pratica artistica. Nel 2005 realizza Chinese Memory, una delle sue ultime opere, un'installazione contenente un mobile televisivo con antenne, libri, pittura e pergamena cinese.
Muore il 29 gennaio 2006 a Miami Beach, in Florida dopo aver inaugurato la mostra Moving Time: Tribute to Nam June Paik, presenting 30 International Video Artists al Korean Cultural Service di New York; è stata l'ultima mostra in vita del padre della videoarte.

## Il rapporto con Fluxus
Nam June Paik è uno dei primi artisti a riconoscere le potenzialità dei media elettronici e della loro influenza sulla cultura e sull'economia. Le sue prime esperienze di videoarte si sviluppano all'interno del movimento artistico Fluxus, che si focalizza su situazioni e forme di spettacolo, invece che sulla produzione di oggetti artistici. Fluxus nasce negli Stati Uniti verso la fine degli anni '50. In esso confluiscono tendenze neodadaiste inclini ad utopie anarco-comuniste. La poetica di questo movimento si fonda essenzialmente su due principi che costituiscono i fondamenti della produzione di Nam June Paik:
1. fondare un nuovo ambiente socio-culturale in cui sia possibile una circolazione immediata di una nuova estetica, tesa a ridurre la distanza tra artista e fruitore;
2. fornire nuovi modelli artistici da opporre ai canoni e alle convenzioni dell'arte istituzionale, In un'era pre Internet, Paik prevede il ruolo della tecnologia nella comunicazione interpersonale.[2]

La televisione con il suo potere massificante e il concetto di flusso delle informazioni hanno costituito il soggetto primario dell'arte di Paik, che concepisce la sua arte come comunicazione globale, avendo compreso che soltanto dominando il medium si possono esaltare le sue potenzialità. In un'intervista risalente all'inizio degli anni Settanta gli viene chiesto come mai si è servito del piccolo schermo nella sua pratica artistica. Con tono ironico, risponde: “I'm just a poor man from a poor country so I have always to think about my audience".

### Esposizioni e progetti d'arte
L'11 Marzo 1963, Nam June Paik apre la sua prima mostra personale Exposition of Music-Electronic Television, alla Galleria Parnass a Wuppertal, Germania. L'esposizione si sviluppa lungo sedici camere della casa del commerciante d'arte Rolf Jährling e gioca sulla dualità tematica tra la musica e la televisione, attraverso l'uso di oggetti, ispirati da Fluxus, come pianoforti e giradischi, ma anche con installazioni che favoriscono l'interazione fra pubblico e opera. La più celebre di queste sii trova nella sala delle televisioni, qui il pubblico si ritrova di fronte a tre televisioni in bianco e nero posizionate negli angoli della grande stanza; ogni apparecchio televisivo è stato precedentemente manipolato in modo che gli schermi riproducano immagini distorte.
Nel 1965, Paik partecipa al primo Festival del Cinema di New York City, dove si esibisce di fronte ad un pubblico composto da artisti di avanguardia, musicisti e produttori cinematografici, presentando Zen for Film (1964). La performance consiste nella trasmissione di uno schermo bianco della durata di un'ora, riferimento diretto a 4'33'', una composizione in tre movimenti creata dodici anni prima dal compositore John Cage, presente quella stessa sera.
Nella primavera del 1982 il Whitney Museum of American Art organizza una sua retrospettiva; la selezione delle opere consente di ripercorrere l'intera portata del suo lavoro, in aggiunta ai suoi primi lavori la mostra include Tv Cello (1971), TV Glasses (1971) e TV Bra for Living Sculpture (1969). Il secondo piano della mostra prevede una Film/Video Galleria e gran parte del quarto piano è dedicata alle grandi installazioni video.
Altre retrospettive vengono organizzate al San Francisco Museum of Modern Art (1989), al Museo Nazionale di Arte Contemporanea di Seul (1992) e al Kunsthalle Basel (1999). Una retrospettiva finale sui suoi lavori si tiene nel 2000 al Guggenheim Museum a New York, dove viene esposta l'installazione site-specific Modulation in Sync (2000).
Dal 24 aprile 2015 al 7 settembre le sue opere T.V Clock, 9/23/69: Experiment with David Atwood e ETUDE1 sono stati trasmessi al "Watch This! Revelations in Media Art" al Smithsonian American Art Museum.
Nel 2015 la Galleria d'arte Gagosian acquista i diritti di tutto il patrimonio artistico di Paik; in occasione di questa acquisizione la galleria organizza Art in Process, uno studio diviso in due parti che abbraccia tutto il lavoro dell'artista. La prima parte è esposta al Gagosian della 24 strada a New York dal 24 maggio al 22 Luglio del 2022, la seconda parte, al parco del Gagosian, si tiene dal 19 Luglio fino al 26 agosto del 2022.

## La collaborazione con Charlotte Moorman
La collaborazione con Charlotte Moorman, violoncellista e artista performativa americana formatasi alla Juilliard School, inizia nei primi anni dopo il trasferimento dell'artista a New York nel 1964. A seguito di questo incontro Nam June Paik prende parte al Festival annuale dell'Avant Garde, organizzato da Charlotte Moorman, dove si presenta con la sua opera Robot K-456, un robot formato dall'unione di numerose componenti elettroniche, che riproduce una registrazione del discorso di insediamento del presidente John F. Kennedy del 1961.  Nel 1967 la violoncellista si esibisce nell'interpretazione dell'Opera Sextonique di Nam June Paik. La performance prevede che la musicista suoni nuda: per questo viene arrestata per comportamenti osceni. Dopo questo episodio diviene nota con l'appellativo di "Topless Cellist" che ne influenza fortemente l'immagine. Tra il 1969 e il 1972, Paik realizza appositamente per Moorman quattro opere da utilizzare durante le sue performances sonore: TV Bra for living Sculpture (1969), TV Cello (1971), TV Glasses (1971) e TV Bed (1972).  TV Bra for living Sculpture è formata da due televisori in miniatura, legati insieme con nastro di vinile, indossati dalla violoncellista per coprire il seno durante la sua esibizione. TV Cello consiste in una pila di tre televisori le cui forme e dimensioni imitano le proporzioni di un violoncello presentando anche l'arco di corde dello strumento. Quando la musicista lo suona i televisori riproducono immagini di violoncellisti e immagini della performance che si svolge dal vivo. Allo stesso modo TV Glasses riproduce immagini dal vivo dell'esibizione della violoncellista su piccoli schermi davanti ai suoi occhi della violoncellista. Nell'opera TV Bed diciotto monitor sono disposti sul pavimento rivolti verso l'alto tra la testiera e la pediera di un letto.

## Opere principali
- Zen for Tv (1964), ZKM - Centro per l'Arte e Media, Karlsruhe. Videoinstallazione con monitor e televisione CRT.[13]
- Magnet TV (1965), Whitney Museum of American Art, New York. Televisione (bianco e nero, muto) con magnete.[14]
- TV Chair (1968), Museum of Modern Art, San Francisco. Video a circuito chiuso (bianco e nero) con televisione e sedia con seduta in plexiglas.[15]
- TV Garden (1974–77/2002), Stedelijk Museum, Amsterdam / Kunstsammlung Nordrhein-Westfalen, Düsseldorf. Installazione con televisioni con video a canale singolo tra piante.[16]
- Opus Paintings (1975). Olio su tela in 32 parti, ciascuna: 10 x 8 pollici.[14]
- Omaggio a John Cage (1984-88), radio, tela emulsionata, assemblaggio e tecnica mista - 173x270 cm. Collezione Roberto Casamonti, Firenze.
- The More the Better (1988), National Museum of Modern Art and Contemporary Art, Seul. Video a tre canali (a colori, suono), con 1003 monitor e struttura in acciaio, alta circa 60 piedi.[14]
- Untitled [Newspaper Drawing] (c.1990), Smithsonian American Art Museum, Washington, DC. Olio su carta da giornale stampata.[14]
- 359 Canal Street (1991). Scrivania con blocchi di legno dalla demolizione di George Maciunas, acrilico, telaio di televisione, ritagli di giornale, tasti di pianoforte e lettere (gli autori includono Yoko Ono, Ray Johnson e Wolf Vostell).[14]
- Sistine Chapel (1993), prima esposizione alla Biennale di Venezia. Immagini elettroniche sovrapposte che ricoprono le pareti ed il soffitto della galleria, insieme a forti suoni intervallati a momenti di silenzio.[16]
- Electronic Superhighway: Continental U.S., Alaska, Hawaii (1995), Smithsonian American Art Museum, Washington, DC. Installazione video di cinquantuno canali (incluso un feed televisivo a circuito chiuso), elettronica personalizzata, illuminazione al neon, acciaio e legno (a colori, suono).[17]
- Untitled [RCA Victor] (1996). Video a canale singolo con monitor da 22 pollici.[14]
- Untitled [Console RCA Victor Deluxe] (1996). Video a canale singolo (a colori, muto) in un mobile televisivo vintage con acrilico e robot giocattolo.[14]
- Bakelite Robot (2002).Tate Modern, Londra. Video a canale singolo (a colori, muto) con monitor LCD, luci elettriche colorate e radio in bachelite vintage.[18]
- TV Cello (2003). Video a canale singolo con monitor LCD da 20 pollici, monitor LCD da 15 pollici e monitor CRT da 13 pollici.[14]
- Golden Buddha (2005). Asia Society Museum, New York. Video a circuito chiuso (a colori) con televisione e Buddha in bronzo con aggiunte permanenti di pennarelli a olio.[14]
- Third Eye Television (2005). Video a canale singolo (a colori, suono) in un televisore vintage con pennarello indelebile e acrilico.[14]
- Lion (2005). Video a tre canali (a colori, suono) con 2 monitor al plasma e 26 monitor CRT, e leone in legno con aggiunte di acrilico e pennarello indelebile.[14]
- Untitled [Cage Composite] (2005). Video a due canali (a colori, suono) in televisori vintage con luci elettriche e pennarello indelebile.[14]

## Premi
Nel corso della sua vita ha ricevuto numerosi premi, tra cui il Will Grohmann Award, il Goslar Emperor's Ring e la Picasso Medal, oltre che riconoscimenti da parte del Guggenheim Museum, della Rockfeller Foundation e dell'American Film Institute.